# Японска лиственица
Японската лиственица (Larix kaempferi) е иглолистно дърво от рода Лиственица. Както указва и името ѝ, произхожда от Япония. В Европа е интродуцирана в северните части на Великобритания и Исландия. Цъфти през март-април. Плодовете ѝ (шишарки) се появяват през ноември-февруари.